# Ole Torvalds
Ole Torvald Elis Saxberg (4 août 1916-8 février 1995) est un journaliste et poète finlandais suédophone. Il est le père de Nils Torvalds et le grand-père de Linus Torvalds. Torvalds débuta sa carrière de journaliste à Västra Nyland et en fut le rédacteur en chef de 1941 à 1945. Il vécut à Tammisaari jusqu'à la Seconde Guerre mondiale. Il travailla pour la rédaction de Österbottningen, basée à Kokkola, de 1947 à 1948. Il devint ensuite rédacteur en chef de Åbo Underrättelser et travailla pour ce journal de 1948 à 1981.

## Prix et récompenses
- Prix Tollander, 1955
- Prix national de littérature, 1955 pour Strängar av aska